# Ruseb Ara
Ruseb Ara is een bestuurslaag in het regentschap Bireuen van de provincie Atjeh, Indonesië. Ruseb Ara telt 627 inwoners (volkstelling 2010).